# Ravila
Ravila – miasteczko w Estonii, w prowinji Harju, w gminie Kose.